# Irena Dobrzańska
Irena Dobrzańska-Krupińska (ur. 23 grudnia 1912 w Warszawie, zm. 15 lutego 1998 tamże) – polska lekkoatletka, miotaczka.

## Kariera sportowa
Startowała w okresie międzywojennym w barwach klubów Polonia Warszawa, PPW Warszawa, Stadion Chorzów. W okresie okupacji działała w konspiracji, była uczestniczką powstania warszawskiego. Po wojnie reprezentowała barwy klubów warszawskich: Orła, Syreny, ZZK i Kolejarza. Uczestniczyła w mistrzostwach Europy w Oslo (1946), zajmując 5. miejsce w finale rzutu dyskiem z wynikiem 36.30. 2-krotna mistrzyni Polski w rzucie dyskiem (1949, 1951), halowa mistrzyni Polski w pchnięciu kulą (1947). 
Była trenerem-koordynatorem w Polonii, Syrenie i Marymoncie Warszawa, działaczka Komisji Młodzieżowej PZLA. Autorka autobiografii Falstart po sławę (1957).
Rekordy życiowe
- kula – 10.08 (1952),
- dysk – 40.42 (1954),
- oszczep – 33.49 (1952).